# Boy Oh Boy
«Boy Oh Boy» es una canción grabada por la cantante rumana Alexandra Stan para su cuarto álbum de estudio, Mami (2018). Se estrenó en formato digital el 30 de junio de 2017 a través de Alexandra Stan Records, su propio sello discográfico, ya que la artista decidió trabajar de manera independiente. La pista fue escrita por Andy Grasu, Marius Mirica y Stan, mientras que la producción fue manejada por los dos últimos. Musicalmente, «Boy Oh Boy» es una canción electropop influenciada por la música de los años 90 con elementos de dancehall y reggae. Sus letras giran en torno a la necesidad de una chica de ser amada y la relación volátil de Stan con su pareja.
Tras su lanzamiento, «Boy Oh Boy» ha recibido reseñas positivas por parte de los críticos de música, quienes elogiaron su estilo y ambiente veraniego. Un video musical para la canción fue subido al canal oficial de Stan en YouTube simultáneamente con el estreno del sencillo. Filmado por Bogdan Paun en Kuala Lumpur, el videoclip presenta a Stan caminando por la ciudad y visitando un almacén de comida. La propia cantante confesó que quería capturar la cultura asiática en el video.

## Antecedentes y composición
«Boy Oh Boy» fue escrita por Andy Grasu, Marius Mirica y Stan, mientras que la producción fue manejada por los dos últimos. Tanto Narcotic Creation como los representantes de Alexandra Stan Records se desempeñaron como coproductores. El sencillo se estrenó en formato digital el 30 de junio de 2017 a través de Alexandra Stan Records, la discográfica de la cantante, ya que decidió trabajar de manera independiente.
«Boy Oh Boy» es una canción electropop influenciada por la música de los años 90 con elementos de dancehall y reggae. Con respecto a su estilo, Stan confesó: «Quería lanzar lo que me gusta, no seguir la tendencia y acelerar el proceso de creación solo porque algo necesita ser lanzado. [La canción] es una mezcla de estilos [diferentes]. Diría que es una canción más de los 90 pero con un toque contemporáneo». En otra ocasión, la artista describió el sencillo como un «tipo de estilo antiguo, pero con un toque nuevo. Es como el eurodance». Según ella, el mensaje de la canción es «mi manera de expresar que las chicas necesitan ser amadas [...] y a veces necesitas decirle al chico, "dime que me amas"». Jonathan Currinn, del sitio web CelebMix, señaló: «En cuanto al significado detrás de la pista, la letra sugiere una relación en la que un chico siempre le está rompiendo el corazón a pesar de que la chica sabe que realmente se preocupa por ella. Un mensaje emocional tan profundo detrás de esta melodía contagiosa».

## Recepción
Tras su lanzamiento, «Boy Oh Boy» ha recibido reseñas positivas por parte de los críticos de música. Teodora Dinu, de Antena 1, afirmó que la canción tiene un ambiente positivo y está llena de energía. Otro editor del mismo sitio web aplaudió su estilo veraniego y su ritmo de baile. Currinn, de CelebMix, elogió las voces de Stan y describió a «Boy Oh Boy» como la continuación «perfecta» de su sencillo anterior «9 Lives» (2017) debido a su ambiente de reggae, y señaló que Stan tomaba una nueva dirección musical: «Ella mantiene su estilo habitual, agregando sabor, textura y progresión».

## Video musical

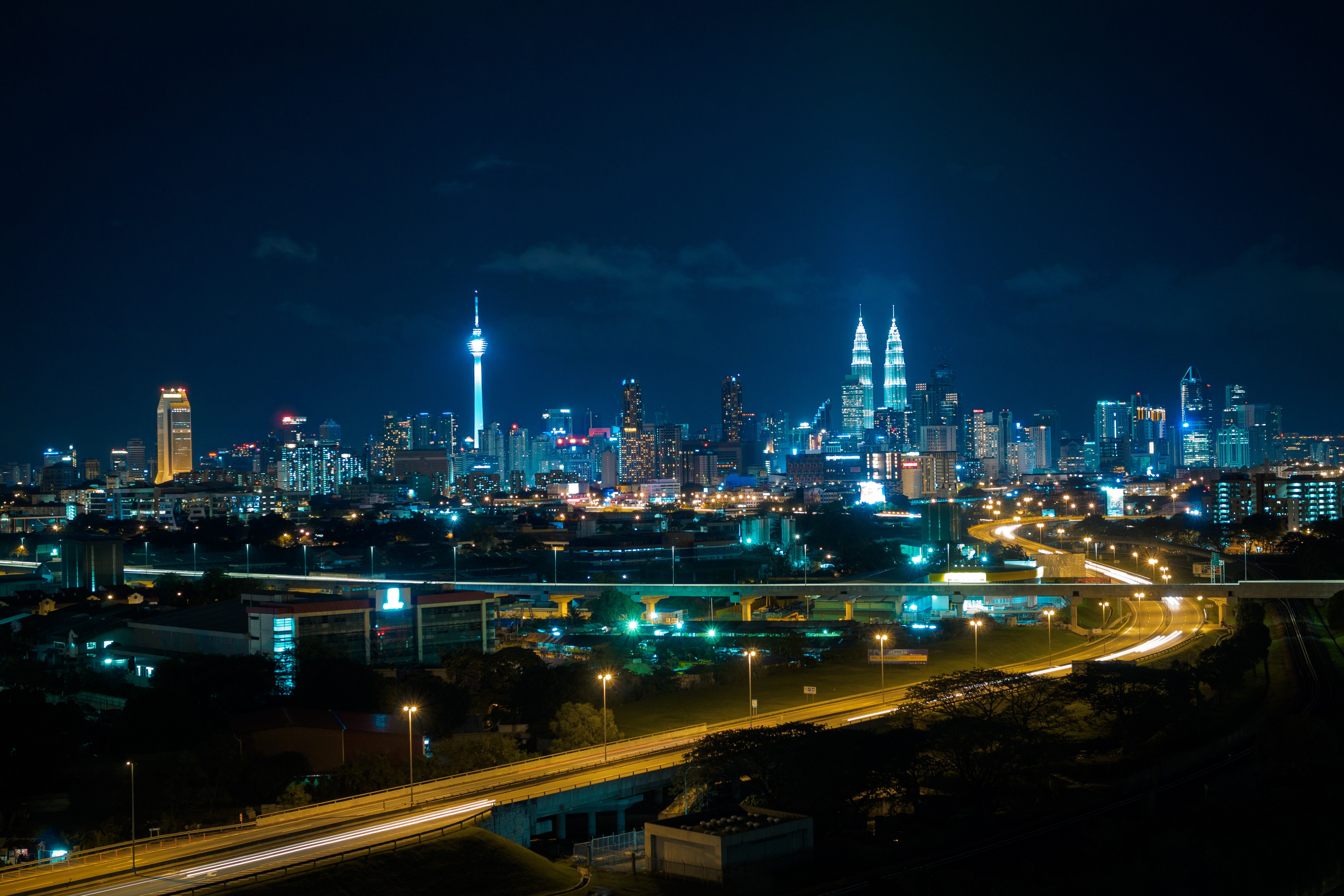
El video musical fue filmado por Bogdan Paun en Kuala Lumpur, Malasia (en la imagen).

Stan confirmó el lanzamiento de un video musical filmado en Kuala Lumpur, Malasia en un artículo en su sitio web. Un teaser fue subido al canal oficial de la cantante en YouTube el 25 de junio de 2017, con una duración de 25 segundos, que la muestra «bajo la lluvia, en una moto y con una cola de caballo naranja». Stan además subió varias imágenes del rodaje en su cuenta de Instagram, seguido por el estreno de un segundo teaser el 27 de junio de 2017. La vista previa dura 17 segundos, y presenta una porción de la pista con sus letras.
El video oficial se estrenó el 30 de junio de 2017. Fue filmado por Bogdan Paun de la compañía NGM Creative, mientras que Alexandru Mureșan se desempeñó como el director de fotografía. Alex Ifimov se encargó del maquillaje y los estilos de peinado para el video, y colaboró con Ema Băniță. Con respecto al videoclip, la cantante confesó: «Siento una afinidad por Asia, y quería capturar la cultura y el ambiente asiático en las calles, la gente y sus costumbres. Conocí a muchas personas encantadoras que nos ayudaron con el rodaje e incluso quisieron aparecer en el video. Fue una experiencia inolvidable».
El video empieza con Stan sentada en las escaleras frente a un templo, vestida con ropa rosa y una cola de caballo naranja. Después de esto, camina por la ciudad interactuando con la gente e interpreta la canción en lo que parece ser un almacén de comida, vistiendo un top naranja, y un abrigo blanco y negro. El video continúa de manera similar y termina con ella frente a los rascacielos. Un editor de Antena 1 encontró que la aparición de Stan en el video musical fue «la más caliente [...] del año», mientras que Currinn, de CelebMix, lo comparó con sus trabajos previos y escribió: «ella trae su presencia en el escenario habitual con vibraciones energéticas, mientras logra mostrar un vigor relajado». Yannick Murgalé, del sitio web Aficia, pensó que la cantante es «más sobria, pero siempre tan atractiva».

## Formatos
| Descarga digital |              |          |  |
| N.º              | Título       | Duración |  |
| 1.               | «Boy Oh Boy» | 3:19     |  |

## Personal
Créditos adaptados de YouTube.
| Créditos de composición y técnicos - Narcotic Creation – coproductores - Andy Grasu – compositor - Marius Mirica – compositor, productor - Alexandra Stan – voz principal, compositora, productora - Alexandra Stan Records – coproductores | Créditos visuales - Ema Băniță – estilos - Alex Ifimov – maquillaje, peinados, estilos - Alexandru Mureșan - director de fotografía - Bogdan Paun (NGM Creative) – director |

## Historial de lanzamiento
| Región  | Fecha                    | Formato(s)       | Discográfica   |
| ------- | ------------------------ | ---------------- | -------------- |
| Rumania | 30 de junio de 2017      | Descarga digital | Alexandra Stan |
| Japón   | 13 de diciembre de 2017  | Descarga digital | Alexandra Stan |
| Italia  | 28 de septiembre de 2018 | Descarga digital | CDF            |